# Abram Deborin
Abram Moisejevitsj Deborin (Joffe) (ryska: Абрам Моисеевич Деборин (Иоффе), född 16 juni 1881 (g.s.) i Upyna, död 8 mars 1963 i Moskva, var en rysk marxistisk filosof och författare. Hans särskilda filosofiska inriktning fick namnet deborinism.

## Biografi
År 1903 anslöt sig Deborin till Rysslands socialdemokratiska arbetarepartis bolsjevikiska flygel. Fyra år senare gick han över till partiets mensjevikiska fraktion och blev en av Georgij Plechanovs anhängare. År 1908 avlade Deborin examen vid filosofiska fakulteten vid Berns universitet och publicerade samma år ett arbete om den machska filosofin. Kort efter oktoberrevolutionen 1917 lämnade Deborin mensjevikerna och började att undervisa vid Sverdlovs kommunistiska universitet, De röda professorernas institut samt Filosofiska institutet vid Rysslands Vetenskapsakademi. Han blev därtill redaktör för tidningen Under marxismens banér (Под знаменем марксизма). År 1928 gick Deborin med i Sovjetunionens kommunistiska parti. 
Successivt hade den sovjetiska filosofin delats upp i "dialektiker" (även kallade "deborianer"), med Deborin som förgrundsfigur och "mekanister", vilka leddes av Ljubov Akselrod. År 1931 beskylldes Deborin, i likhet med Evald Iljenkov, för mensjevikisk idealism och för att nedtona Lenins betydelse för den sovjetiska filosofin. Därefter sjönk Deborins inflytande, men efter Stalins död 1953 blev hans skrifter återutgivna under "tövädret" under Nikita Chrusjtjov.